# Bezenye
Bezenye (en croate: Bizonja) est un village et une commune du comitat de Győr-Moson-Sopron en Hongrie.